# Bakong
Bakong az egykori Khmer Királyság első a mai Roulos mellett épült fővárosának hindu főtemploma Angkorban, Kambodzsában.  A Sivának ajánlott templom a Roluos csoport hármas épületegyüttesének (Pra Kó, Bakong, Lolei) része, a 9. század végén, 881-ben, I. Indravarman király uralkodása alatt épült.
A templom az univerzum középpontját,  az istenek lakhelyét megjelenítő kozmikus Meru-hegy ideájának egyik legteljesebb ábrázolása. A piramisszerűen emelkedő öt négyszögletes szint, a tudás és az újjászületés útja, a világ teljességének szimbóluma. A Bakong szobrai is e világkép kifejezői; az egyes szinteket más-más istenek és démonok őriznek: Nagák – kígyóisten, Garudák – emberfejű sastestű teremtmények; Raksahák – démonok, Yakshák – Indra Palotájának illat-evő szellemei és Maharadzsák. A legfelső szinten álló egyetlen, égbe törő tornyos szentély, a földi és isteni világot összekötő kapocs.
A templom  700×900 méteres legalsó szintjétől lépcsősor vezet a szentélyig; „lépcsősor a mennybe”. A három alsóbb, laterittéglákból emelt szint sarkainál impozáns méretű elefántszobrok állnak (állapotuk rossz, néhány ma már alig felismerhető töredék). A negyedik szint párkányán oldalanként négy, összesen 12 alacsony homokkő szentély (praszat) áll, mindegyik egy-egy linga szimbólumot rejt. A nemzőerőt, általánosabb értelemben a teremtő erőt szimbolizáló linga, Siva és a dévarádzsa-istenkirály szövetségének közös jelképe. Az ötödik szint közepén emelkedik a 2,70 méteres négyzet alaprajzú tornyos központi szentély. A négy égtáj felé tájolt, keletre nyíló 15 méter magas építmény kecses, magas tornyának négy díszes szintjét lótuszkorona zárja.
A Bakong keleti oldalán, a piramistemplom előtt nyolc kisebb homokkőszentély romjai láthatók. A szentélyek belsejében egy-egy Siva múrti – az istent vagy valamely megtestesülését ábrázoló szobor állt.